# Чирчик (река)
Чирчи́к (узб. Chirchiq) — река в Ташкентском вилояте Узбекистана, правый (и самый полноводный) приток реки Сырдарья.

## Этимология
Гидроним Чирчик представляет собой уменьшительную форму топонима Чир. Слово Чир является вариантом компонента Сыр, входящего в состав названия Сырдарья (здесь наблюдается распространённое чередование с/ч). Таким образом, название в целом интерпретируется как «малая Сыр(дарья)». Наименование реки Чир зафиксировано в сочинении «Бабур-наме» (создано приблизительно в 1518/19—1530 годах). Последующие источники используют уже современную диминутивную форму гидронима.
Средневековые арабские географы упоминали Чирчик под названиями Нахри-Турк — «река тюрков» или Парак (Фарак) — «стремительная, летящая (река)».

## Общее описание
Длина — 155 км, площадь бассейна — 14,9 тыс. км². Образуется при слиянии рек Чаткал и Пскем. На верхнем участке (около 30 км) Чирчик течёт в каньоне, ниже долина расширяется и теряет характерные особенности рельефа. Питание смешанное, преимущественно снеговое. Средний расход воды в истоке — 221 м³/сек. Ледовые явления с ноября по март.

## Течение реки

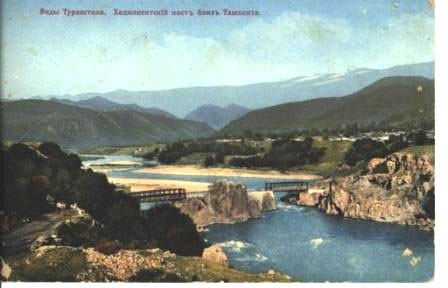
Мост через Чирчик близ Ходжикента

В верховьях реки расположено водохранилище Чарвакской ГЭС. Ниже Газалкентского гидроузла из Чирчика вправо по верхнему деривационному каналу может подаваться до 310 м³/с воды на Чирчик-Бозсуйский каскад ГЭС; на Верхнечирчикском гидроузле отходит канал Левобережный Карасу (расход воды — 180 м³/сек), ниже Чирчик питает другие каналы.
В долине реки расположены города Газалкент, Чирчик, Ташкент; а также посёлки Чарвак, Искандер и Алмазар.

## Притоки Чирчика

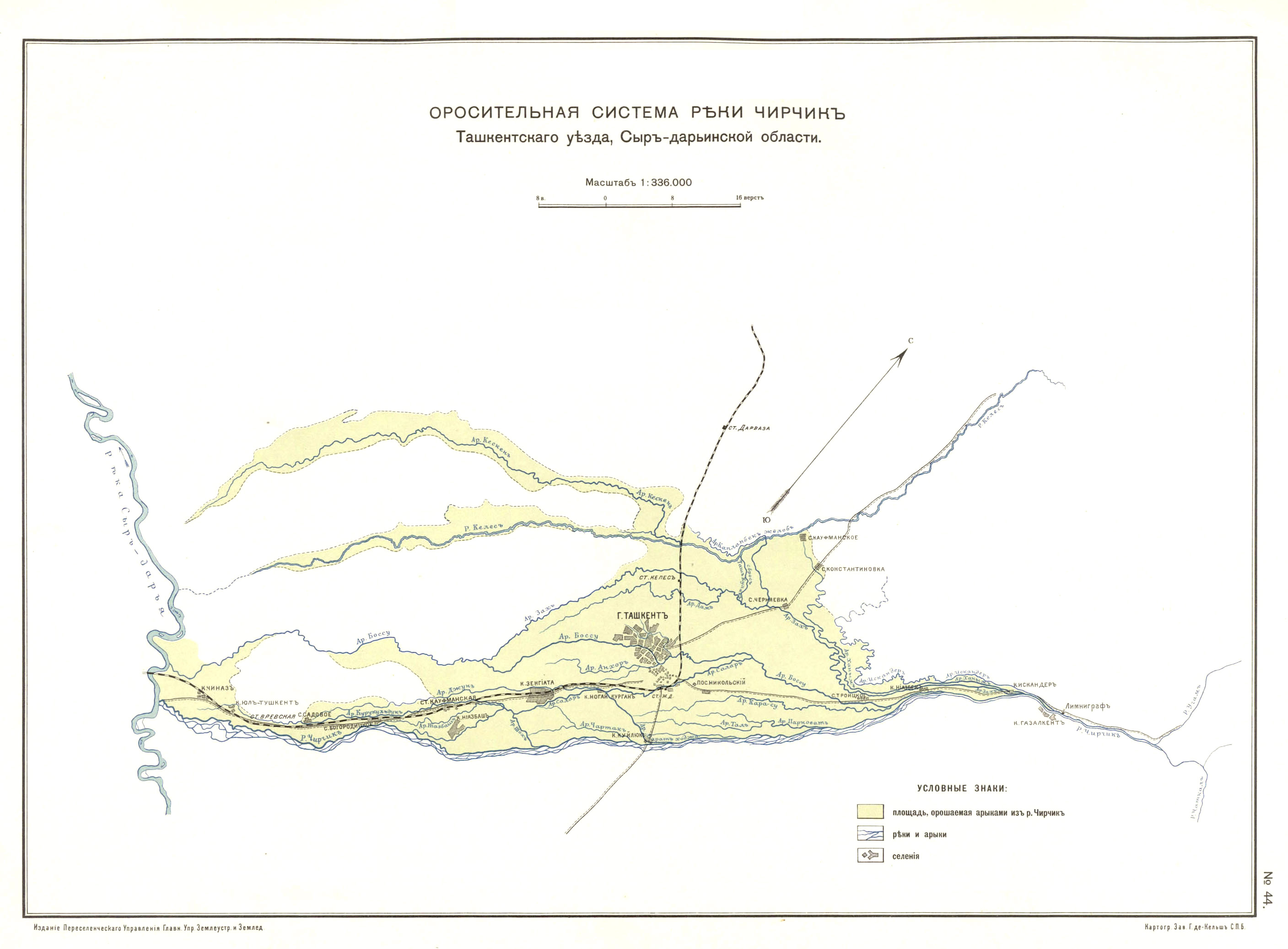
Оросительная система реки Чирчик по состоянию на начало XX века

Чирчик имеет ряд притоков; все они приходятся на верхнюю часть его долины, окаймлённую горами. В низменной части долины притоки отсутствуют полностью.
Всего два притока Чирчика (не считая составляющих) являются достаточно крупными: справа — Угам, слева — Аксакатасай. Только эти реки не иссякают вплоть до устья в любое время года. Остальные притоки в настоящее время разбираются на орошение или имеют пересыхающий участок в низовьях. Такие водотоки достигают Чирчика лишь при половодье и сильных паводках, а в летние и осенние месяцы могут лежать иссякшими. Относительно крупными среди них являются: справа — Кызылсу, Шурабсай, Таваксай и Азадбашсай, слева — Каранкульсай, Гальвасай (Галибасай), Паркентсай и Кызылсай (Башкызылсай) (два последних впадают не в сам Чирчик, а в его рукав Левобережный Карасу, переходящий в бассейн Ахангарана). Среди притоков Чирчика «Национальная энциклопедия Узбекистана» упоминает также Акташсай (справа).
Постановлением правительства от 10 июля 2020 года введён запрет на купание за пределами специально отведенных мест, мытьё автомобилей и выброс бытовых отходов в Чирчик и её притоки.